# Josef Aretz
Josef Aretz (* 25. April 1929; † 23. Dezember 2012) war ein deutscher Lehrer und Heimatforscher.
Josef Aretz widmete sich über Jahrzehnte der Erforschung der Geschichte Kohlscheids, insbesondere der Geschichte des Bergbaus, der Pfarre St. Katharina und des Vereinslebens. Für seine Verdienste um die Heimatforschung erhielt er den Rheinlandtaler (1993) und die Bundesverdienstmedaille.
Aretz war hauptberuflich Hauptschullehrer und von 1968 bis zu seiner Pensionierung im Jahr 1992 Rektor der Gemeinschaftshauptschule Kohlscheid.
Nach seinem Ableben wurde Josef Aretz auf dem Friedhof Oststraße in Herzogenrath beigesetzt, der Auferstehungsgottesdienst fand zuvor in der Pfarrkirche St. Katharina statt.
Im Neubaugebiet „Kämpchenstraße“ in Kohlscheid wurde 2016 die Josef-Aretz-Straße nach ihm benannt.

## Schriften
- Kohlscheid – Beiträge zu seiner Geschichte und Entwicklung. Hrsg.: Gemeinde Kohlscheid; Redaktion: Wilhelm Polz, Josef Aretz, Herzogenrath 1971; 235 S.
- Kohlscheid im Herbst 1944. Heimatverein Kohlscheid 1932 e.V. (Hrsg.), Herzogenrath 1983; 90 S.
- Kohlscheider Bergwerke. Herzogenrath 1986; 694 S.
- Kohlscheider Straßenspiegel. Heimatverein Kohlscheid 1932 e.V. (Hrsg.), Verlag Hans Holländer, Herzogenrath 1988;  	229 S.
- Kohlscheider Sozialdemokraten 1889–1990. SPD-Ortsverein Herzogenrath-Kohlscheid (Hrsg.), Herzogenrath 1990; 220 S.
- Gemeinsam durch den Herbst. Invalidenverein Kohlscheid 1951 e.V. 1951–1991. Ein Aufriss seiner Geschichte. Invalidenverein Kohlscheid 1951 e.V. (Hrsg.), Herzogenrath 1991; 86 S.
- Spuren der Vergangenheit – Daten zur Geschichte Kohlscheids. Band 1: Von den Anfängen bis 1850. Herzogenrath 1993; 467 S.
- Spuren der Vergangenheit – Daten zur Geschichte Kohlscheids. Band 2: 1851 bis 1899. Herzogenrath 1996; 464 S.
- Spuren der Vergangenheit – Daten zur Geschichte Kohlscheids. Band 3: 1900 bis 1919. Herzogenrath 1999; 479 S.
- Spuren der Vergangenheit – Daten zur Geschichte Kohlscheids. Band 4: 1920 bis 1933; Herzogenrath 2007.